# Rainer Conrad
Rainer Conrad (* 30. November 1940 in München; † 28. Februar 2013 ebenda) war ein deutscher Jurist. Er war Vizepräsident des Bayerischen Obersten Rechnungshofs und bis Ende 2006 Vorsitzender der Kommission zur Ermittlung des Finanzbedarfs der Rundfunkanstalten.

## Laufbahn
Conrad studierte von 1962 bis 1966 Rechtswissenschaften in München und Berlin.
Von 1967 bis 1969 war er in verschiedenen Anwaltskanzleien und einer Wirtschaftsprüfungskanzlei tätig. 1970 ist er als Beamter des höheren Dienstes in die Bayerische Finanzverwaltung eingetreten und war dort zuletzt Referent in der Haushaltsabteilung des Bayerischen Staatsministeriums der Finanzen.
Ab 1979 war er Mitglied des Bayerischen Obersten Rechnungshofs. Vom 1. März 2000 bis zu seinem Ausscheiden aus dem aktiven Dienst am 30. November 2005 war er Vizepräsident und Abteilungsleiter für die Bereiche Unterricht und Kultus, Wissenschaft, Forschung und Kunst sowie Rundfunkangelegenheiten.
Conrad war von 1985 bis 2006 Mitglied der Kommission zur Ermittlung des Finanzbedarfs der Rundfunkanstalten (KEF). Zum Vorsitzenden der KEF wurde er erstmals 1994 gewählt. 2007 erhielt er das Verdienstkreuz am Bande des Verdienstordens der Bundesrepublik Deutschland.

## Privates
In seiner Freizeit beschäftigte sich Conrad gerne mit Kunst und Kultur. Er liebte Opern und war ambitionierter Maler. Eine Auswahl seiner Bilder wurde zum Beispiel 1999 in einer Ausstellung in der Galerie am Gleis im oberbayerischen Peiting, Bahnhof Ost, und 2000 bei der „Art-Erhaltung – Eigenarten“, einer Kunstausstellung der Freunde der Zoologischen Staatssammlung e. V. in München präsentiert.